# Савар (одиниця вимірювання)
Сава́р — застаріла одиниця вимірювання частотного інтервалу в музичній акустиці. Названа на честь французького фізика Фелікса Савара, відомого своїми дослідженнями в галузі акустики, інструментознавства, музичних тонів тощо. Савар використовували для вимірювання інтервалів висоти звуку.
1 савар дорівнює інтервалу частот з таким f2/f1 граничних частот, що lg f2/f1 = 0,001, при цьому f2/f1 = 1,0023. 1 савар = 3,32*10−3 октави = 3,98 цента.